# Sherrodsville (Ohio)
Pour les articles homonymes, voir Sherrodsville.
Sherrodsville est un village américain situé dans le comté de Carroll, dans l'Ohio. Selon le recensement de 2010, sa population est de 304 habitants.